# Философия экономики
Филосо́фия эконо́мики — рассмотрение философских оснований экономической науки. Включает в себя философию хозяйства, собственности, товара и денег, экономической политики, принципов распределения, потребительского выбора в обществе, экономической природы бюрократии, а также хозяйственную этику.
Проводится категориальный анализ экономики, исследуется культурная ценность экономических факторов и связи между экономическими теориями и мировоззрением людей в определённые эпохи.
Философия экономики фокусируется на таких проблемах, как проблема «стоимости — цены», которые не могут быть адекватно раскрыты без философской рефлексии.
Направление «философии хозяйства» начал разрабатывать Сергей Николаевич Булгаков, соединив русскую религиозную философию и западный экономический позитивизм.